# O (locomotive à vapeur)
Les locomotives à vapeur du type O (russe: основной, osnovnoï, ou locomotive principale) étaient des machines des chemins de fer russes et soviétiques à quatre essieux moteurs couplés de la classe des Eight wheel.
Ces locomotives ont été produites entre 1890 et 1915 puis, après la révolution russe, entre 1925 et 1928. En tout, 9129 locomotives de ce type ont été produites. 
La dernière locomotive O a roulé en service normal jusqu'en 1964. Maintenant, une machine est en état de fonctionnement et plusieurs autres se trouvent dans des musées et comme monuments statiques.
Les locomotives O furent utilisés pour remorquer les trains blindés pendant la guerre civile russe et la Seconde Guerre mondiale. 
Les machines O ont connu plusieurs sous-types, selon leur particularités de construction. Un des plus fréquents est le sous-type Ov, surnommé “ovetchka”, ce qui signifie “la petite brebis” en russe.  

## Sources
1. ↑  type Оd.
2. ↑  (en) Леонид МАКАРОВ, « "ОВЕЧКА" », Историческая серия "Техники Молодежи", ФОТОМАГИСТРАЛЬ,‎ mars 2005 (consulté le 31 mars 2009)

- В.А. Раков Паровозы серии О // Локомотивы отечественных железных дорог 1845-1955. — 2-е, переработанное и дополненное. — Москва: «Транспорт», 1995. — С. 140-153. —  (ISBN 5-277-00821-7)
- НКПС Руководство паровозному машинисту. — Москва: Государственное транспортное железнодорожное издательство, 1944. — 546 с.